# Felzins
 Felzins  (en occitano Felsins) es una población y comuna francesa, situada en la región de Mediodía-Pirineos, departamento de Lot, en el distrito de Figeac y cantón de Figeac-Est.

## Demografía
| 384 | 383 | 355 | 351 | 342 | 300 |
| Para los censos de 1962 a 1999 la población legal corresponde a la población sin duplicidades (Fuente: INSEE [Consultar]) |     |     |     |     |     |